# Ophiocnida hispida
Ophiocnida hispida är en ormstjärneart som först beskrevs av John Lawrence LeConte 1851.  Ophiocnida hispida ingår i släktet Ophiocnida och familjen trådormstjärnor. Inga underarter finns listade i Catalogue of Life.